# 안소니 파라 호커리

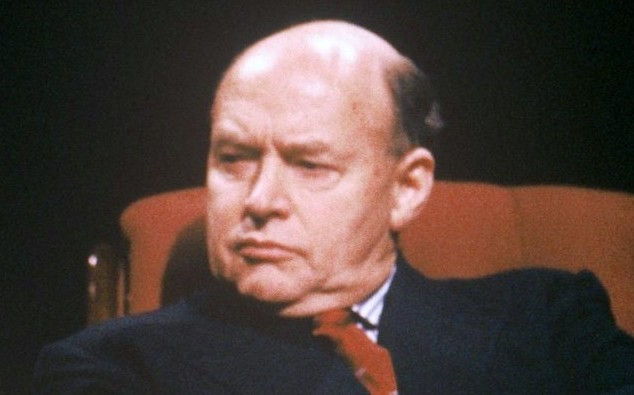

안소니 파라 호커리(Anthony Farrar-Hockley)는 6.25 전쟁 참전했던 영국의 군인이다.
1951년 4월 중공군은 70만명의 대병력을 한반도에 집결시켜 대공세를 시작했다.문산에서 화천에 이르는 110km의 전선에 중공군 36개 사단과 북한군 1개 군단을 투입하여 서울을 함락하려고 하였다.
임진강 설마리 전투에서 영국군 글로스터 대대 80여 명은 중공군 3개 주력사단 4만 2,000명을 상대로 사력을 다해 맞섰다. 이 과정에서 중공군의 이동이 3일간 지연되었고, 이로 인해 한국군과 유엔군은 안전하게 철수해 수도권 북방에 새로운 방어선을 구축하고 서울을 사수할 수 있었다.
안소니 파라 호커리 대위는 설마리 전투에서 글로스터셔 연대 소속으로 싸우다 중공군에 포로가 되어 정전협정 후 귀환하였다. 이후 영국군에 복귀하여 북유럽 연합군 사령관(대장)이 되었다.
한국 전쟁 당시 설마리 전투와 포로 생활를 그린 『한국인만 몰랐던 파란 아리랑』(원제「대검의 칼날」; The Edge of the Sword)라는 회고록을 출간하였다.